# José Manuel Jurado
José Manuel Jurado Marín [xo'se ma'nwel xu'ɾaðo ma'ɾin] (* 29. Juni 1986 in Sanlúcar de Barrameda) ist ein spanischer ehemaliger Fußballspieler. Seine angestammte Position war das offensive Mittelfeld.

## Laufbahn

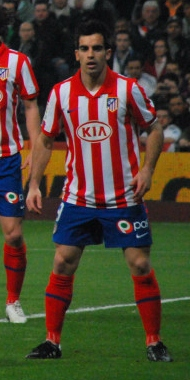
Jurado (2010)

José Manuel Jurado begann bei Atlético Sanluqueño CF mit dem Fußballspielen, bevor er mit knapp 14 Jahren in die Jugend von Real Madrid kam, wo er, bis er 2003, mit nur 17 Jahren, den Sprung in die Zweitmannschaft Real Madrid Castilla schaffte, diverse Altersklassen durchlief. Der technisch versierte offensive Mittelfeldspieler hatte großen Anteil am Aufstieg in die Segunda División in der Saison 2004/05. In der Saison 2005/06 feierte er am 29. Oktober sein Debüt im ersten Kader in einem Ligaspiel gegen Betis Sevilla, insgesamt bestritt er drei Begegnungen der Primera División und ein Spiel in der Champions League. Nach einem Jahr in der zweiten spanischen Spielklasse wechselte er für drei Millionen Euro zum Lokalrivalen Atlético, wenngleich sich Real Madrid eine Rückkaufoption für sechs Millionen Euro bis 30. Juni 2008 sicherte.
Am 31. August 2010 bestätigte Atlético Madrid Jurados Transfer zum deutschen Bundesligisten FC Schalke 04, bei dem er einen Vierjahresvertrag erhielt. Mit einer geschätzten Ablöse von rund 13 Millionen Euro war Jurado knapp hinter Klaas-Jan Huntelaar der zweitteuerste Transfer der Schalker Vereinsgeschichte.
Sein erstes Pflichtspieltor für die Königsblauen erzielte er in der Champions League beim 3:1-Erfolg gegen Hapoel Tel Aviv. Sein erster Bundesligatreffer gelang ihm am 15. Spieltag beim 2:0-Heimsieg gegen den Rekordmeister FC Bayern München.
Am 3. September 2012 wurde er, nachdem er bei Schalke 04 nicht überzeugt hatte, für ein Jahr an den russischen Erstligisten Spartak Moskau ausgeliehen. Im Juni 2013 wurde er von Spartak Moskau fest verpflichtet.
Im Juli 2015 wechselte Jurado zum englischen Erstligisten FC Watford. Sein Debüt gab er am 8. August 2015, als am ersten Spieltag beim 2:2 gegen den FC Everton in der Anfangsformation stand.
Am 5. Juli 2016 wurde bekannt, dass Jurado nach Spanien zurückkehrt und sich Espanyol Barcelona anschließt.

## Nationalmannschaft
José Manuel Jurado wurde mit Spanien 2003 an der Seite von Cesc Fàbregas U-17-Vizeweltmeister. Nach acht Einsätzen für die spanische U-18-Nationalmannschaft in den Jahren 2004 und 2005 gehörte Jurado bis 2009 auch der U-21-Mannschaft an, für die er in 18 Spielen fünf Tore erzielen konnte.

## Erfolge
- DFL-Supercup: 2011
- DFB-Pokal: 2010/11
- UEFA Europa League: 2009/10
- UEFA Super Cup: 2010
- UEFA Intertoto Cup: 2007